# Johanne Langballe
Johanne Langballe, född 1859, död 1947, var en dansk kvinnosakspolitiker. 
Hon var dotter till Enrico Mylius Dalgas (1828-1894) och Maria Magdalene Købke (1832-1916), och syster till Christian Dalgas, Ernesto Dalgas och Frederik Dalgas. Hon gifte sig med 9 september 1885 med Niels Langballe, kyrkoherde i Junget i Salling.
Hon var medlem i Dansk Kvindesamfund (DK), och verkade som föreläsare för undervisning i handarbete för DK. Hon förespråkade undervisning i handarbete för flickor och förde fram frågan både i DK, genom artiklar i Bog og Naal och medlem i Dansk Skoleforening från 1887.   Slutligen bildades Statens Håndgerningskurser, där hon utnämndes till inspektör. 